# Giovanni Varglien
Giovanni Varglien (ur. 16 maja 1911 w Fiume, zm. 16 października 1990 w Trieście), włoski piłkarz oraz trener piłkarski.

## Kariera klubowa
Debiut w Juventusie zaliczył w sezonie 1929/1930. W tym klubie spędził najwięcej lat swojej kariery oraz zdobył najwięcej trofeów. W koszulce "Bianconerich" rozegrał w sumie 412 meczów, co daje mu w klasyfikacji trzynaste miejsce.
Piłkarską karierę zakończył w sezonie 1948/1949 w klubie Palermo.

## Kariera trenerska
Jako trener, Giovanni Varglien pracował w klubach Palermo, Atalanta, Novara, Vefaspor, Lanerossi Vicenza, Salernitana, Pordenone, Casale, Biellese i Jesi.

## Sukcesy
- Z drużyną "Starej Damy" pięciokrotnie zdobył mistrzostwo Włoch, w sezonach 1930/1931, 1931/1932, 1932/1933, 1933/1934 i 1934/1935
- Dwukrotnie zdobył także Puchar Włoch, w latach 1938 i 1942.